# 1954년 독일 대통령 선거
1954년 7월 17일 서독에서 간접선거(공식 명칭은 제2차 연방회의)가 실시되었다. 여당과 야당인 사민당(SPD)은 현직 대통령 테오도르 호이스(Theodor Heuss)를 재지명했다. 호이스의 반대에도 불구하고 독일 공산당은 알프레트 베버(Alfred Weber)를 후보로 지명했다. 호이스는 1차 투표에서 약 85%의 득표율로 재선되었다.